# De Havilland Flamingo
de Havilland DH.95 Flamingo – brytyjski samolot pasażerski z 1938 roku. Górnopłat stosowany do przewozów pasażerskich oraz w trakcie II wojny światowej jako samolot transportowy RAF. Wyprodukowano 14 egzemplarzy.

## Historia
Flamingo został zaprojektowany przez wytwórnię de Havilland jako całkowicie metalowy górnopłat napędzanym dwoma silnikami gwiazdowymi. Był to pierwszy całkowicie metalowy samolot pasażerski wyprodukowany przez firmę de Havilland. Załogę stanowiły trzy osoby: dwóch pilotów oraz operator radiowy w kokpicie. Natomiast w kadłubie przewidziano miejsce dla 12-17 pasażerów. Samolot miał chowane podwozie, klapy szczelinowe oraz zmianę skoku śmigła. Został uznany za bardzo obiecujący projekt na eksport. Uważano, że mógł konkurować z amerykańskimi Douglas DC-3 i Lockheed L-10 Electra.
Pierwszy prototyp oblatano 22 grudnia 1938 roku. Napęd stanowiły dwa silniki Bristol Perseus o mocy 890 KM. Dobre wyniki samolotu podczas prób w locie przesądziły o produkcji seryjnej.

## Użycie
W 1939 roku prototyp został dostarczony do Jersey Airways do dalszych testów. Po wybuchu wojny przeszedł do dyspozycji RAF. Jednakże BOAC, w którym zrzeszona była Jersey, odmówiono kredytu na zakup Douglas DC-5, dlatego firma zamówiła kolejne 8 flamingów. Flamingo z BOAC były używane na Bliskim Wschodzie, gdzie prowadziły transport dla wojsk brytyjskich. Wycofanie ze służby nastąpiło w 1950 roku, a ostatni egzemplarz złomowano w 1954 roku.

## Modele
- Flamingo 21/39 do użytku Flight King's (transport VIP) - 2 sztuki
- Flamingo 20/39 do użytku No. 24 dywizjonu RAF jako samoloty komunikacji - 1 sztuka
- Flamingo cywilny - 11 sztuk, trzy dla No. I 24 Sqdn FAA, reszta dla BOAC

## Literatura
- Bain Gordon, De Havilland: Pictorial Tribute, Londyn 1992
- Green William, Swanborough Gordon, "De Havilland Orphan's War" 1996
- Jackson AJ, De Havilland Aircraft, London 1987